# كارل بيتر هرمان كريستنسن
كارل بيتر هرمان كريستنسن (بالدنماركية: Carl Peter Herman Christensen)‏ هو منفذ الاعدام دنماركي، ولد في 13 أغسطس 1869، وتوفي في 9 أكتوبر 1936.